# Dúbrava (okres Snina)
Dúbrava (maďarsky Kistölgyes, do roku 1907 Dubrava, rusínsky Дуброва, ukrajinsky Дубрава) je obec v okrese Snina v Prešovském kraji na severovýchodním Slovensku na ukrajinských hranicích. Žije zde 209 obyvatel.
První písemná zmínka o obci je z roku 1548. V obci je řeckokatolický chrám Seslání svatého Ducha z 19. století a moderní pravoslavný chrám téhož zasvěcení.